# Drew Struzan

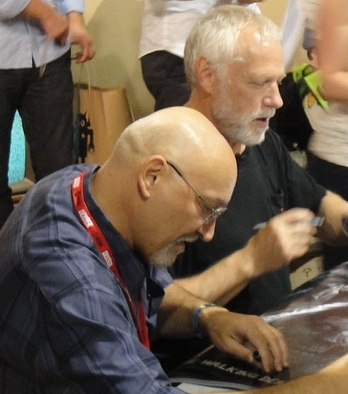
Struzan (stânga) şi Frank Darabont (dreapta) semnând o ediție limitată a unui afiș al serialului TV The Walking Dead

Drew Struzan (n. 1947, Oregon City, Oregon) este un artist american cel mai cunoscut pentru realizarea a peste 150 de afișe de filme, printre care cele pentru seriile de filme Indiana Jones, Back to the Future, Rambo și Războiul stelelor. A mai pictat coperți de albume și de cărți.

## Legături externe
- Site web oficial
- Drew Struzan la Internet Movie Database
- The Drew Movie Poster Page Arhivat în 29 mai 2005, la Wayback Machine.
- Original Album Cover Art
- DVD Trailer and Excerpts of Conceiving and Creating Hellboy Movie Poster Art
- Drew Struzan Facebook Page

### Interviuri
- Time Magazine: The Last Movie-Poster Artist Photo Essay Arhivat în 18 august 2010, la Wayback Machine.
- Orange County Register: The brush strokes behind the images of our `Star Wars' world  Arhivat în 7 februarie 2005, la Wayback Machine.
- The Force.net – Face To Face With The Masters: Drew Struzan
- Sideshow chats with Drew Struzan Arhivat în 6 noiembrie 2007, la Wayback Machine.
- Echostation.com – Interview with Drew Struzan Arhivat în 17 iulie 2012, la Wayback Machine.
- Paradigm: April 2007 Interview with Drew Struzan (Under Art) Arhivat în 5 decembrie 2008, la Wayback Machine.

1. ↑  Drew Struzan, Internet Speculative Fiction Database, accesat în 9 octombrie 2017
2. ↑  Autoritatea BnF, accesat în 10 octombrie 2015
3. ↑   https://www.comic-con.org/awards/inkpot, accesat în 28 iulie 2021 Lipsește sau este vid: |title= (ajutor)